# NN-78
La NN-78 es una autopista nacional catalogada como troncal principal ubicada en Nicaragua. La carretera inicia en el Norte en Ciudad Darío en Matagalpa hasta finalizar en el Las Calabazas en el departamento de Matagalpa.

## Trazado y cruces
| km   | Localidad / Punto     | Departamento | Conexión / Ruta |
| ---- | --------------------- | ------------ | --------------- |
| 0,0  | Esquipulas            | Matagalpa    | NN 77           |
| 4,8  | Comunidad San Antonio | Matagalpa    | Camino rural    |
| 11,2 | Las Lajas             | Matagalpa    | Fin de ruta     |